# Eucithara columbelloides
Eucithara columbelloides é uma espécie de gastrópode do gênero Eucithara, pertencente à família Mangeliidae.